# Tench Coxe
Pour les articles homonymes, voir Coxe.
Tench Coxe, né le 22 mai 1755, mort le 17 juillet 1824, était un politicien et économiste américain, délégué de la Pennsylvanie au Congrès continental de 1788 à 1789.

## Biographie
Coxe nait à Philadelphie (Pennsylvanie) le 22 mai 1755. Sa mère était la fille de Tench Farncis senior. Son père provient d'un famille connue dans les affaires américaines, qui travaillait pour des commandes de l'armée britannique et fut accusé de sympathies royalistes, accusations que lui-même reprendra contre le président John Adams lors de la campagne présidentielle de 1800.
Il est initialement un loyaliste pendant la Révolution américaine quand il quitte la milice de Pennsylvanie en 1776 pour rejoindre l'Armée britannique sous le Général Howe en 1777. Il est ensuite arrêté, mis en liberté conditionnelle et rejoint la cause patriote et soutient le nouveau gouvernement.
Partisan de l'industrialisation pendant les premières années des États-Unis, Coxe a coécrit le célèbre Report on Manufactures (1791) avec Alexander Hamilton et fournit beaucoup de données statistiques. Il est nommé Secrétaire adjoint du Trésor le 11 septembre 1789 sous Alexander Hamilton quand Hamilton est, lui, Secrétaire du Trésor des États-Unis.
Il transfère alors en 1790 tous ses actifs à son frère Daniel Coxe, un négociant de Philadelphie, pour ne pas être accusé de conflit d'intérêts. L'entreprise, qui devient celle de son frère, est associée à partir de 1793 au négociant de Louisiane Daniel Clark, exportait le sucre de Louisiane à Cuba, l'échangent contre du café, et ramènent les deux marchandises moulues sous forme de poudre jusqu'à la vallée de l'Ohio , où des produits fermiers des pionniers sont échangés contre des produits de première nécessité acheminés par charriot de Philadelphie, puis exportés vers les Antilles ou la côte Est, via le port de La Nouvelle-Orléans. Le Traité de Madrid (1795) a permis  cette activité de bénéficier d'une zone franche dans le port de La Nouvelle-Orléans.
Tench Coxe a dirigé également un groupe appelé Société Industrielle de Philadelphie (Manufacturing Society of Philadelphia). Il est nommé Commissaire des revenus par le Président George Washington le 30 juin 1792 et sert à ce poste jusqu'à ce qu'il soit démis par le Président Président John Adams en 1797.
À l'origine un pilier du parti fédéraliste, va complètement changer d'orientation après 1797, lorsqu'il sera exclu du gouvernement par John Adams. Lors de la campagne présidentielle de 1800, Tench Coxe trahit son parti pour soutenir le candidat de l'opposition et futur président Thomas Jefferson, entamant une campagne pour le libre port des armes à feu. En 1799, il se lie avec William Duane, le directeur du journal Philadelphia Aurora, qui dénonce les violences attribuées au Parti fédéraliste et se fait agresser, justifiant selon lui que des miliciens républicains montent la garde devant le journal.
Devenu républicain, il est nommé par le Président Thomas Jefferson Pourvoyeur des provisions publiques (purveyor of public supplies), de 1803 à 1812. Il écrit aussi sur des sujets politiques et économiques et est doué pour l'utilisation de droits de douane pour protéger les nouvelles industries en croissance nationales.

## Source de la traduction
- (en) Cet article est partiellement ou en totalité issu de l’article de Wikipédia en anglais intitulé « Tench Coxe » (voir la liste des auteurs).